# 賀茂神社 (一宮市)
賀茂神社（かもじんじゃ）は、愛知県一宮市木曽川町（旧・葉栗郡木曽川町）にある神社。
式内社の尾張国葉栗郡の穴太部神社である（穴太部神社は岐阜県岐阜市の天神神社の説もある）。

## 祭神
- 玉依姫命
- 賀茂別雷命（賀茂別雷神社の祭神）

## 歴史
創建時期は定かでないが、6世紀の欽明天皇の代（539年～571年）と伝えられる。
1090年（寛治4年）、賀茂別雷命を合祀し賀茂神社と改称する。1184年（寿永3年）、源頼朝により武士の狼藉に対する禁令が出され、庇護されている。江戸時代には、歴代尾張藩主により社領の寄進などがあり、神門保護の覆い屋も作られた。
1586年（天正14年）6月に発生した木曽川の大洪水により木曽川の本流は大きく流路を変え、葉栗郡は木曽川によって2分される。木曽川の右岸となった地域は美濃国羽栗郡となる。これにより美濃国羽栗郡の氏子のために、1599年（慶長4年）、美濃国羽栗郡南及村（現・岐阜県羽島市正木町南及）に分社する。
1946年（昭和21年）1月に県社に昇格の予定であったが、戦後の神道指令の影響で県社に列されることはなかった。

## 境内
境内に湧出する清水は「玉ノ井霊泉」（玉ノ井清水、玉井清水）といい、この周辺の地名「玉ノ井」の由来となっている。この清水は光明皇后の目の病気を平癒させたといわれている。現在も眼病平癒の信仰がある。

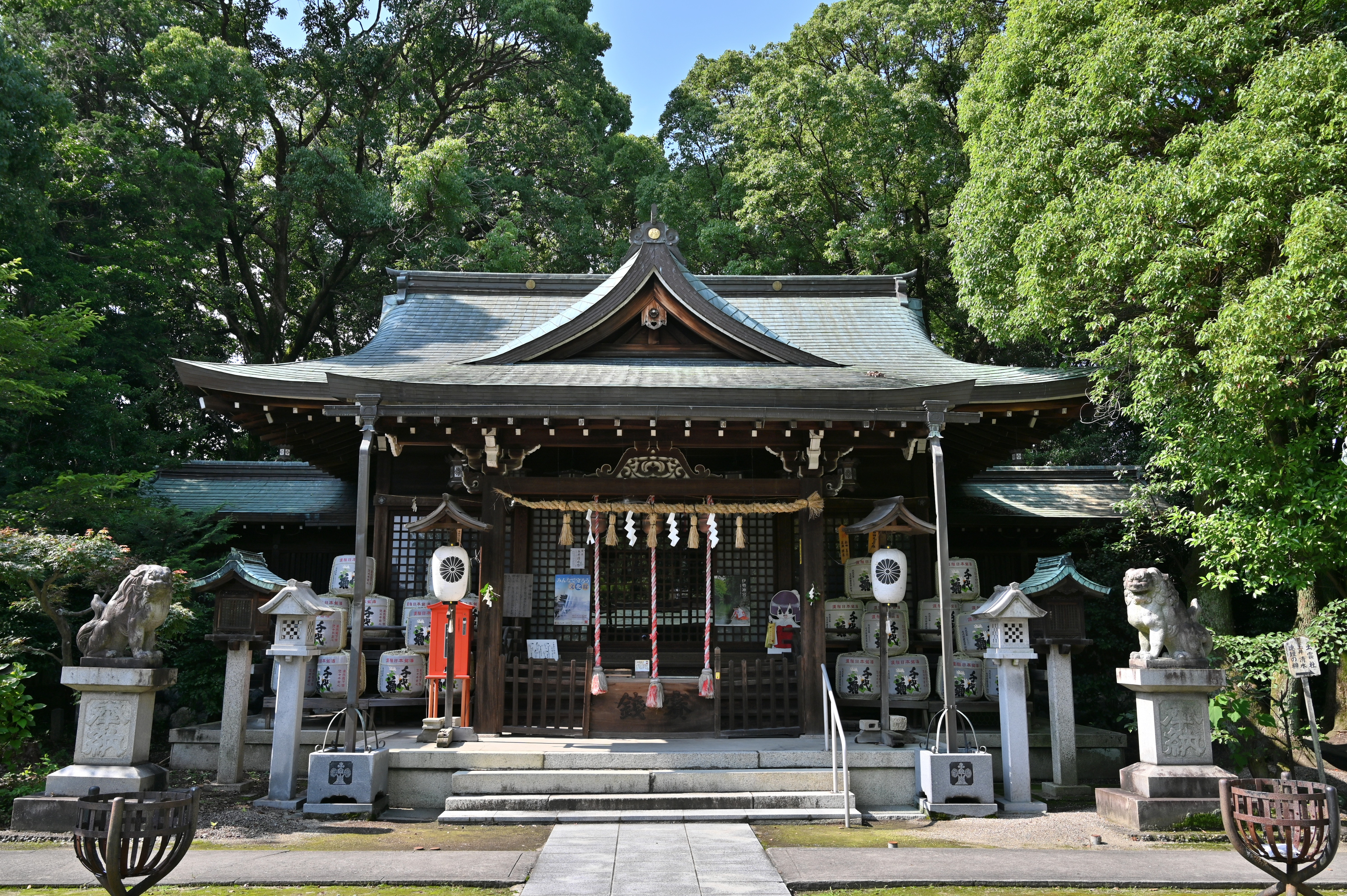
拝殿
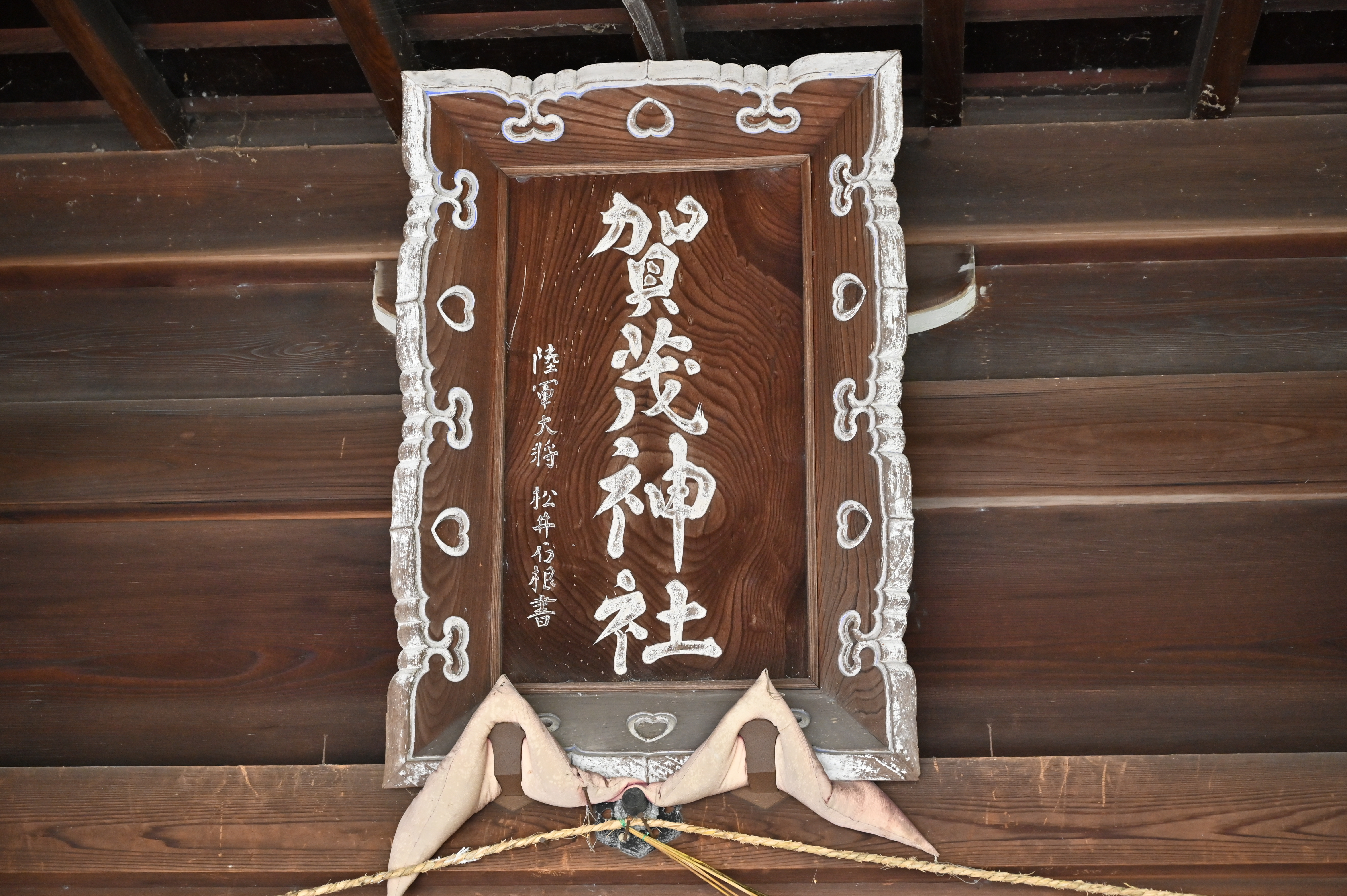
拝殿に掲げられている松井石根が書いた扁額
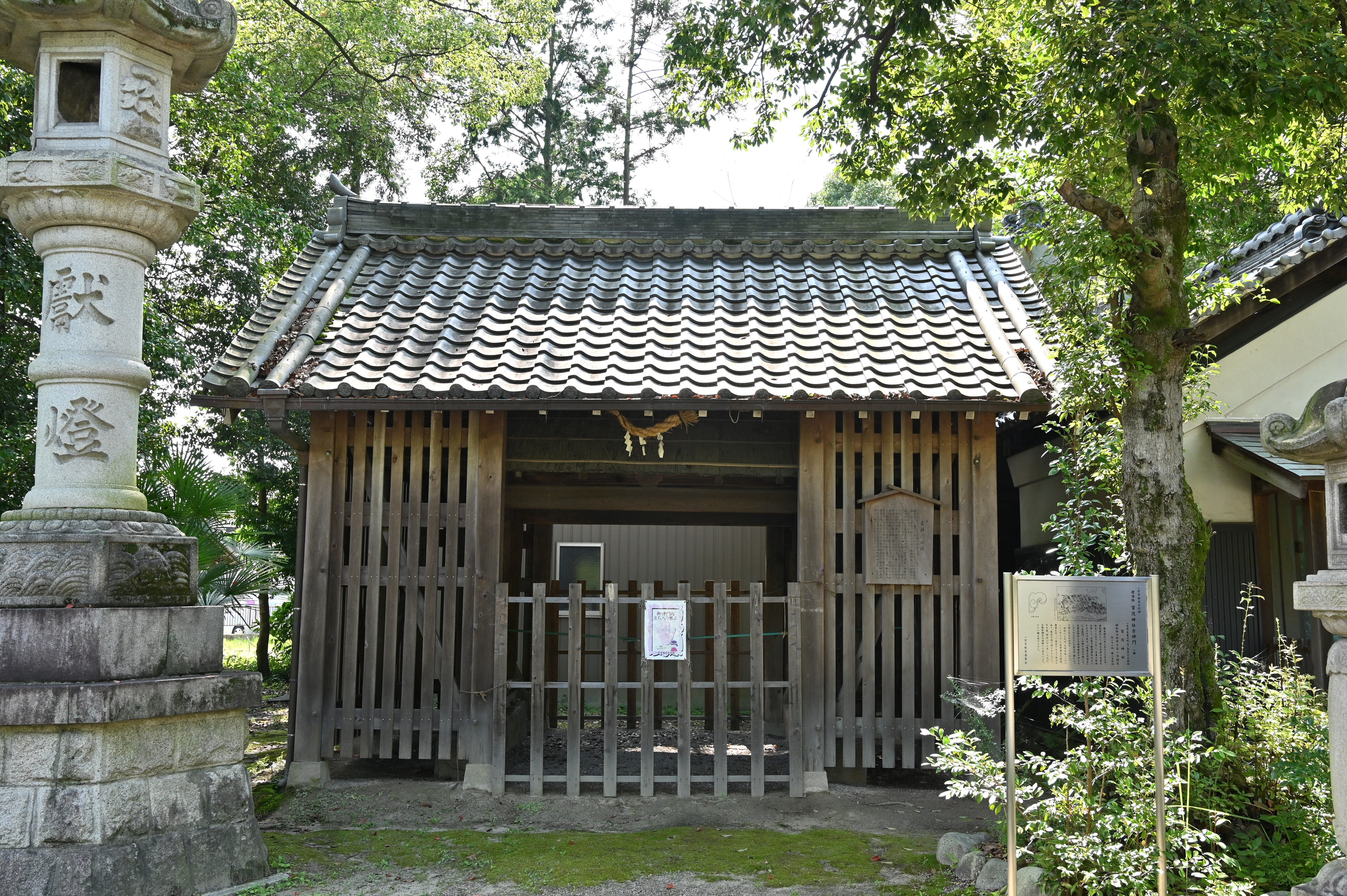
鎌倉時代に建てられたとされる神門
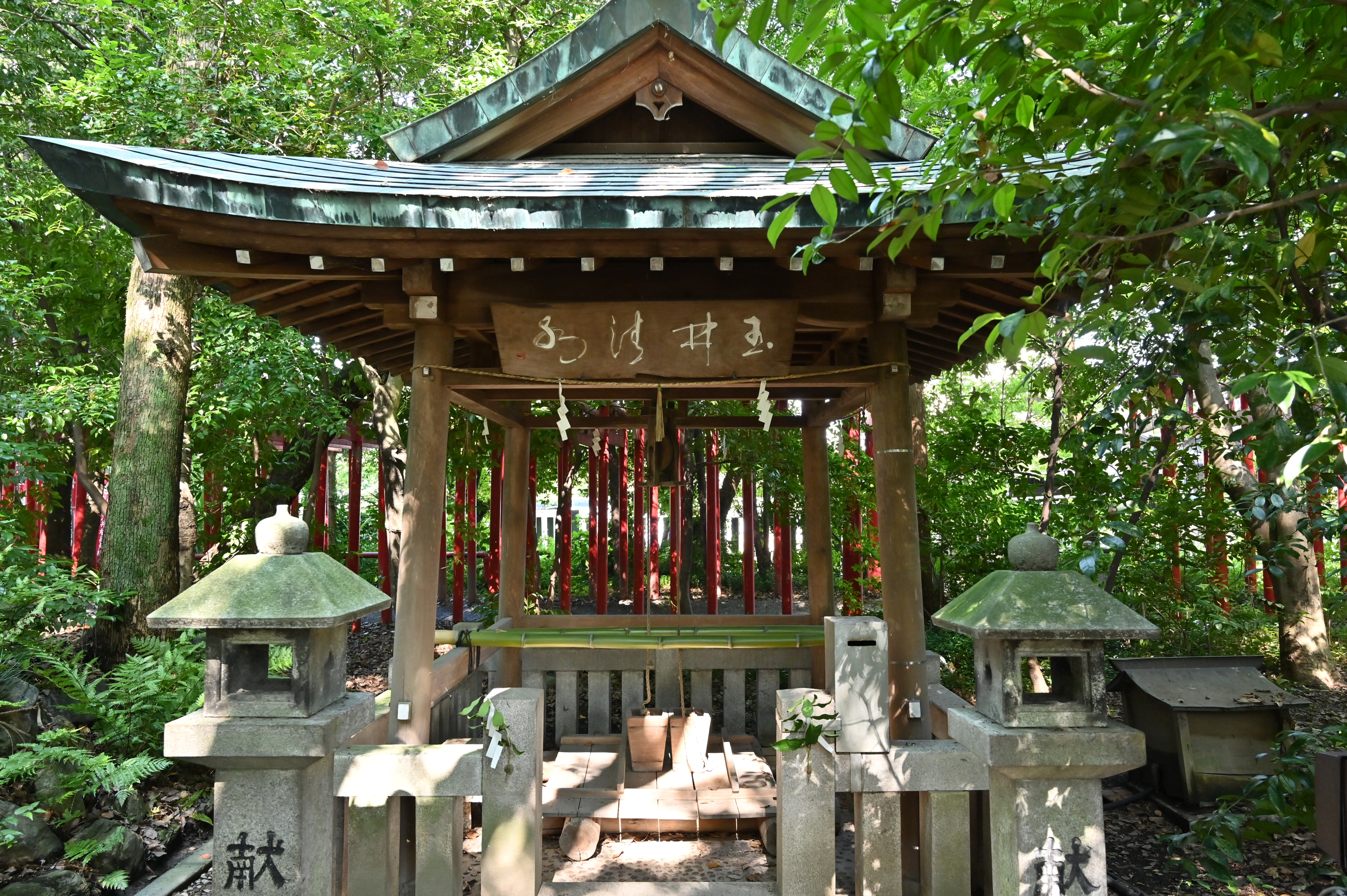
玉ノ井霊泉
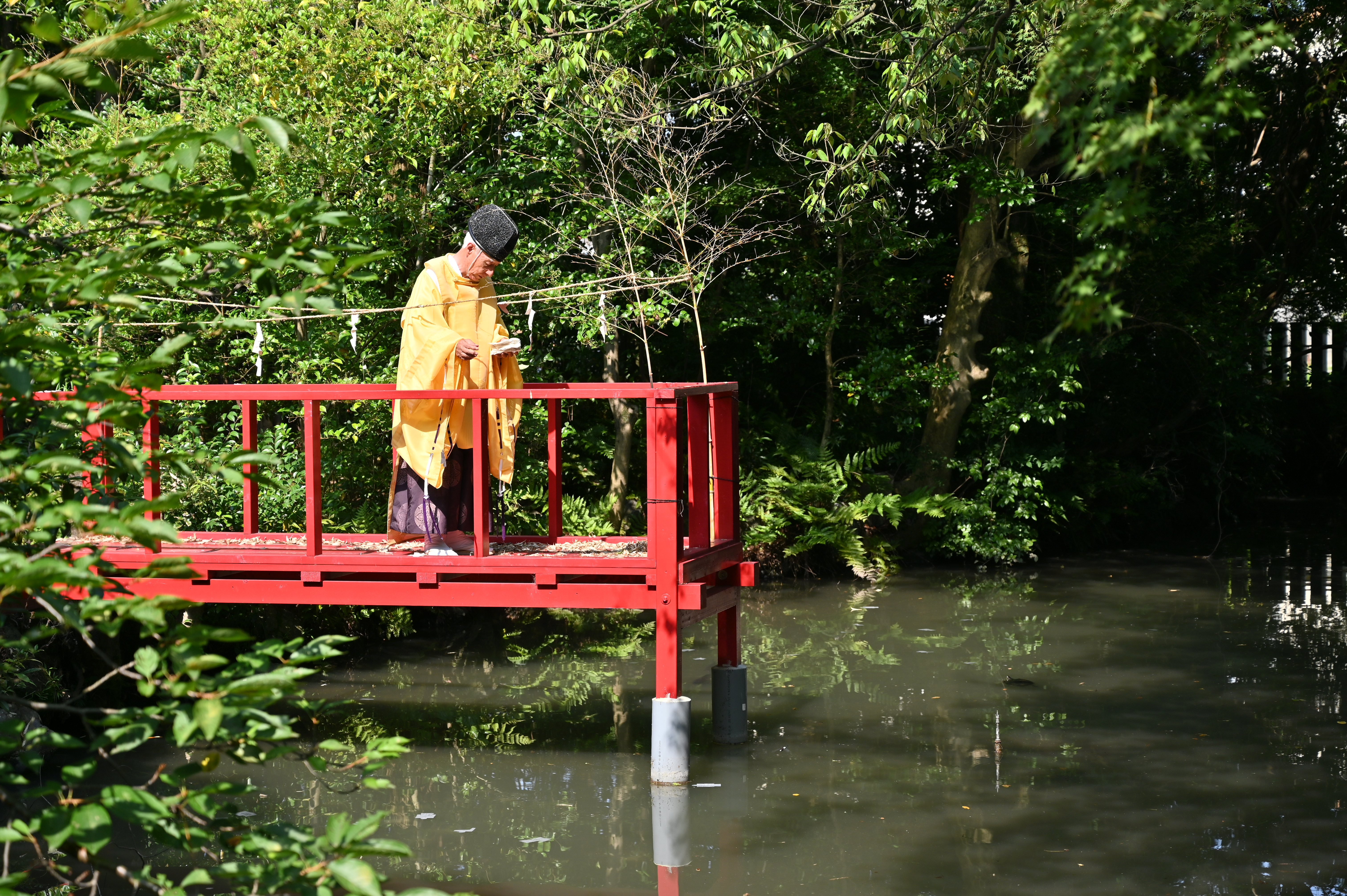
神事の様子

## 文化財

### 愛知県指定有形文化財
- 鬼神面（工芸）

### 一宮市指定有形文化財
- 古神門（建造物）
- 能面(一対男面・女面)（彫刻）
- 刀剣2口（工芸）
- 古鏡（工芸）
- 古鏡（菊花散双雀鏡）
- 古鏡（瑞花蝶双鳳凰鏡）
- 古鏡（瑞花双鳳凰八稜鏡）
- 鬼神面2面　室町時代
- 女面　室町時代
- 神鈴
- 木造僧形坐像　室町時代
- 玉ノ井の清水（史跡）

## 交通機関
- i-バス：木曽川・北方コース「賀茂神社北」バス停下車。
- 名鉄尾西線 玉ノ井駅より徒歩で約5分。